# Правительство (телесериал)
«Прави́тельство» (дат. Borgen) — датский сериал, транслировавшийся телеканалом DR1 с 2010 по 2013 год. Действие сериала разворачивается в современной Дании. Лидер Партии умеренных (основанной на реально существующей Радикальной Венстре) 40-летняя Биргитте Нюборг, неожиданно для всех, в том числе и для себя, выигрывает выборы. Её партия получает право сформировать правительство, а сама Биргитте должна стать премьер-министром.
Премьера сериала состоялась осенью 2010 года на телеканале DR1. Первый сезон состоял из 10 серий. Спустя год в 2011 году канал показал второй сезон, также состоящий из 10 серий. DR1 сообщил о продлении сериала на третий сезон, который был показан весной 2013 года. Четвёртый сезон начался 13 февраля 2022 года на телеканале DR1.

## Сюжет
Накануне выборов в парламент Дании медиа-советник председателя второстепенной Партии умеренных Каспер Юл добывает компромат на действующего премьер-министра. Биргитте Нюборг отказывается использовать компрометирующие данные, вследствие чего Каспер предлагает их лидеру оппозиции Микель Лаугесен. Лаугесен использует информацию на заключительных теледебатах, вызвав тем самым огромный политический скандал в Дании, который привёл не только к поражению либералов во главе с бывшим премьер-министром Ларсом Хесельбо на выборах. Но к большему разочарованию Микеле Лаугесене скандал отрицательно отразился и на нём самом. Неожиданно для всех умеренные получили большинство в парламенте, а Биргитте Нюборг поручили сформировать правительство Дании.
Нюборг, обладающая редкими для большой политики моральными принципами, вскоре начинает нарушать их при лавировании между правдой и желанием сохранить репутацию кабинета министров. В то же время её личная жизнь рушится из-за чрезмерной занятости на работе. Беспартийный и беспринципный Каспер Юл оказывается её главным помощником, а его бывшая девушка Катрин Фонсмарк быстро поднимается до статуса главного диктора ведущего телеканала страны.

## Персонажи
| Персонаж           | Актёр/актриса          | Описание                                                     |
| ------------------ | ---------------------- | ------------------------------------------------------------ |
| Биргитте Нюборг    | Сидсе Бабетт Кнудсен   | Премьер-министр, лидер Партии умеренных                      |
| Катрин Фонсмарк    | Биргитта Йорт Сёренсен | Телеведущая на телеканале TV1                                |
| Каспер Юл          | Йохан Филип Асбек      | Медиа-советник Биргитте Нюборг                               |
| Филип Кристенсен   | Микаэль Биркиа         | Профессор Копенгагенской школы бизнеса, муж Биргитте Нюборг  |
| Лаура Кристенсен   | Фрея Фримен            | Дочь Биргитте Нюборг и Филипа Кристенсена                    |
| Брент Сайро        | Ларс Кнутзон           | Друг и советник Биргитте Нюборг, министр финансов            |
| Ханна Хольм        | Бенедикте Хансен       | Журналист TV1, затем газеты «Экспресс»                       |
| Ларс Хесельбо      | Сорен Спененг          | Бывший премьер-министр, лидер либералов                      |
| Микель Лаугесен    | Питер Мюгинд           | Бывший лидер лейбористов, главный редактор газеты «Экспресс» |
| Троелс Хоксенхавен | Ларс Бригманн          | Министр юстиции, заместитель председателя партии лейбористов |

## Эпизоды
| Сезон | Сезон | Эпизоды | Оригинальная дата показа | Оригинальная дата показа |
| Сезон | Сезон | Эпизоды | Премьера сезона          | Финал сезона             |
| ----- | ----- | ------- | ------------------------ | ------------------------ |
|       | 1     | 10      | 26 сентября 2010         | 28 ноября 2010           |
|       | 2     | 10      | 25 сентября 2011         | 27 ноября 2011           |
|       | 3     | 10      | 1 января 2013            | 10 марта 2013            |

### Сезон 1 (2010)
| № общий | № в сезоне | Название                                                                            | Дата премьеры    | Произв. код |
| --- | ---------- | ----------------------------------------------------------------------------------- | ---------------- | ----------- |
| 1 | 1          | «Порядочность в середине» «Dyden i midten»                                          | 26 сентября 2010 | 1.01        |
| Эпиграф: «Государь не должен иметь ни других помыслов, ни других забот, ни другого дела, кроме войны, военных установлений и военной науки, ибо война есть единственная обязанность, которую правитель не может возложить на другого» — Никколо́ Макиаве́лли. За три дня до выборов в руки лидера Партии умеренных Биргитте Нюборг попадает компромат на премьер-министра. Но она отказывается использовать информацию. Лидер оппозиции и лейбористов в заключительных теледебатах решил использовать этот компромат, что вызвало крупнейший политический скандал в стране. |            |                                                                                     |                  |             |
| 2 | 2          | «Считаем до 90» «Tæl til 90»                                                        | 3 октября 2010   | 1.02        |
| Эпиграф: «Говорят что лучше всего, когда боятся и любят одновременно» — Никколо́ Макиаве́лли. После сенсационной победы на выборах Биргитте Нюборг, похоже, станет первой в истории Дании женщиной — премьер-министром, но этому пытаются помешать и её противники, и союзники. |            |                                                                                     |                  |             |
| 3 | 3          | «Искусство возможного» «Det muliges kunst»                                          | 10 октября 2010  | 1.03        |
| Эпиграф: «Демократия — наихудшая форма правления, если не считать всех остальных» — Уинстон Черчилль. Спустя несколько месяцев с момента формирования нового правительства, парламентская коалиция на грани развала из-за проекта бюджета страны, что грозит роспуском правительства во главе с Биргитте Нюборг. |            |                                                                                     |                  |             |
| 4 | 4          | «Сто дней» «Hundrede dage»                                                          | 17 октября 2010  | 1.04        |
| Эпиграф: «Чем больше игнорируешь своих демонов, тем больше они становятся» — гренландская пословица. В прессу попадают фотографии, доказывающие, что спецслужбы США используют аэродром в Гренландии для перевозки захваченных террористов. |            |                                                                                     |                  |             |
| 5 | 5          | «Мужчины, которые любят женщин» «Mænd der elsker kvinder»                           | 24 октября 2010  | 1.05        |
| Эпиграф «Все вооружённые пророки побеждали, а все безоружные гибли» — Никколо́ Макиаве́лли. Новая инициатива правительства вызывает противодействие со стороны бизнес-элиты страны. Владельцы крупнейших компаний, главные налогоплательщики страны грозятся переводом своих компаний в соседние страны. |            |                                                                                     |                  |             |
| 6 | 6          | «Государственный визит» «Statsbesøg»                                                | 31 октября 2010  | 1.06        |
| Эпиграф «Политика — это война без кровопролития, в то время как война — это политика с кровопролитием» — Мао Цзэдун. В Данию с официальным визитом прибыл глава бывшей советской республики, и он требует арестовать преступника-диссидента, который в это самое время находится на датской территории. |            |                                                                                     |                  |             |
| 7 | 7          | «Ничего не вижу, ничего не слышу, ничего не говорю» «Ikke se, ikke høre, ikke tale» | 7 ноября 2010    | 1.07        |
| Эпиграф «Доверие — хорошо, контроль — лучше» — Владимир Ленин. Руководство одной из малых партий выясняет, что в их офисе установлена слежка. Скандал ставит под угрозу дружбу премьер-министра с главой партии, а также доверие к министру юстиции. |            |                                                                                     |                  |             |
| 8 | 8          | «Затишье в прессе» «Agurketid»                                                      | 14 ноября 2010   | 1.08        |
| Эпиграф «История — это кошмар, от которого я пытаюсь проснуться» — Джеймс Джойс. Премьер-министр отправляется в краткосрочный отпуск. Вся общественность Дании в ожидании книги бывшего лидера лейбористов, которая может подорвать доверие к премьер-министру. |            |                                                                                     |                  |             |
| 9 | 9          | «Разделяй и властвуй» «Del og hersk»                                                | 21 ноября 2010   | 1.09        |
| Эпиграф «Не знаешь откуда нанесут удар, пока не станет слишком поздно» — американский производитель оружия. Коррупционный скандал в военном ведомстве отразился и на муже премьер-министра, который только что согласился на должность в крупной компании. |            |                                                                                     |                  |             |
| 10 | 10         | «Первый вторник в октябре» «Første tirsdag i oktober»                               | 28 ноября 2010   | 1.10        |
| Эпиграф «Князь не должен выполнять все свои обещания» — Никколо́ Макиаве́лли. Год спустя с момента вступления в должность, рейтинг Биргитте Нюборг низкий, её правительство погрязло во внутренних конфликтах, её брак висит на волоске. |            |                                                                                     |                  |             |

### Сезон 2 (2011)
| № общий | № в сезоне | Название                                                                                                   | Дата премьеры    | Произв. код |
| ------- | ---------- | --- | ---------------- | ----------- |
| 11      | 1          | «89.000 детей» «89.000 børn»                                                                               | 25 сентября 2011 | 2.01        |
| 12      | 2          | «В Брюсселе никто не слышит твой крик» «I Bruxelles kan ingen høre dig skrige»                             | 2 октября 2011   | 2.02        |
| 13      | 3          | «В последний рабочий» «Den sidste arbejder»                                                                | 9 октября 2011   | 2.03        |
| 14      | 4          | «К бою готовы» «Op til kamp»                                                                               | 16 октября 2011  | 2.04        |
| 15      | 5          | «Посади дерево» «Plant et træ»                                                                             | 23 октября 2011  | 2.05        |
| 16      | 6          | «Их и нас» «Dem & Os»                                                                                      | 30 октября 2011  | 2.06        |
| 17      | 7          | «Что потеряно внутри страны, выигрывает за рубежом. Часть 1» «Hvad Indad Tabes, Skal Udad Vindes - Del I»  | 6 ноября 2011    | 2.07        |
| 18      | 8          | «Что потеряно внутри страны, выигрывает за рубежом. Часть 2» «Hvad Indad Tabes, Skal Udad Vindes - Del II» | 13 ноября 2011   | 1.08        |
| 19      | 9          | «Неприкосновенность частной жизни» «Privatlivets fred»                                                     | 20 ноября 2011   | 2.09        |
| 20      | 10         | «Внеочередной комментарий» «En bemærkning af særlig karakter»                                              | 27 ноября 2011   | 2.10        |

### Сезон 3 (2013)
| № общий | № в сезоне | Название                                                      | Дата премьеры   | Произв. код |
| ------- | ---------- | ------------------------------------------------------------- | --------------- | ----------- |
| 21      | 1          | «Я родился в Дании» «I Danmark er jeg født»                   | 1 января 2013   | 3.01        |
| 22      | 2          | «Закон страны» «Med lov skal land bygges»                     | 6 января 2013   | 2.02        |
| 23      | 3          | «Правильный оттенок коричневого» «Den rigtige nuance af brun» | 13 января 2013  | 3.03        |
| 24      | 4          | «Смерть одного человека...» «Den enes død...»                 | 27 января 2013  | 3.04        |
| 25      | 5          | «Не прелюбодействуй» «Du skal ikke bedrive hor»               | 3 февраля 2013  | 3.05        |
| 26      | 6          | «Сыновья прошлого» «Fortidens sønner»                         | 10 февраля 2013 | 3.06        |
| 27      | 7          | «Падение» «Faldet»                                            | 17 февраля 2013 | 3.07        |
| 28      | 8          | «Если никогда не передумайте» «If You Never Change Your Mind» | 24 февраля 2013 | 3.08        |
| 29      | 9          | «Разум и эмоции» «Fornuft og følelse»                         | 3 марта 2013    | 3.09        |
| 30      | 10         | «Выбор» «Valget»                                              | 10 марта 2013   | 3.10        |

## Критика и награды
Портал Süddeutsche.de описал сериал «Правительство», как «феноменально хороший телесериал».
| Год  | Награда                                                    | Категория                  | Номинация            | Результат |
| ---- | ---------------------------------------------------------- | -------------------------- | -------------------- | --------- |
| 2010 | Prix Italia                                                | Лучшая телевизионная драма |                      | Победа    |
| 2011 | «Золотая нимфа» Monte-Carlo TV Festival                    | Лучшая актриса             | Сидсе Бабетт Кнудсен | Победа    |
| 2011 | Biarritz International Festival of Audiovisual Programming | Лучшая музыка              |                      | Победа    |
| 2012 | BAFTA Awards                                               | Лучший иностранный сериал  |                      | Победа    |